# Омар Ясім
Омар Ясім (23 вересня 1990) — бахрейнський плавець.
Учасник Олімпійських Ігор 2008 року, де в попередніх запливах на дистанції 50 метрів вільним стилем посів 64-те місце і не потрапив до півфіналів.